# Benjamin Levécot
Benjamin Levécot (né le 23 mai 1977 à Soissons) est un coureur cycliste français, actif dans les années 1990 et 2000. Il est professionnel entre 2000 et 2005.

## Biographie
Chez les amateurs, Benjamin Levécot court notamment au CC Nogent-sur-Oise (1998), chez Vendée U (1999) puis au CM Aubervilliers (2000). Avec ce dernier, il remporte la classique parisienne Paris-Ézy et les Boucles de l'Essonne. La même année, il remporte une étape et termine troisième des Paths of King Nikola, sous les couleurs de l'équipe de France.
Il passe professionnel en 2001 dans l'équipe première BigMat-Auber 93, après y avoir été stagiaire. Au mois de septembre, il remporte en solitaire le Prix de la ville de Soissons, une petite course UCI (1.5) disputée dans sa ville natale. La même année, il se classe troisième d'une étape du Tour du Poitou-Charentes, devancé par ses compagnons d'échappée Jimmy Casper et Andy Flickinger. 
Non conservé par BigMat-Auber 93, il redescend chez les amateurs en 2003 à l'UV Aube. Auteur d'une saison réussie, il remporte le championnat de Champagne-Ardenne, une étape du Tour du Pays Roannais et surtout le Tour de la Manche, où il devance deux coureurs de Rabobank Continental : Thomas Dekker et Rory Sutherland. 
Il effectue son retour chez les professionnels en 2004, dans l'équipe Oktos-Saint-Quentin. Septième d’une étape du Circuit de Lorraine et douzième de Paris-Corrèze, il est cependant victime de l'arrêt de son équipe, ce qui le pousse à rejoindre la formation RAGT Semences en 2005. Après un difficile début de saison, il affiche ses progrès en terminant deuxième d'une étape du Tour de la Somme, huitième de la Route du Sud, quinzième du Regio-Tour ou encore dix-septième des Quatre Jours de Dunkerque. Victime une nouvelle fois de l’arrêt de son équipe, il ne retrouve pas de contrat professionnel et met fin à sa carrière.
Retiré des pelotons, il ne délaisse pas pour autant le monde du vélo en devenant commercial au sein de la société Garmin, impliquée dans le cyclisme.

## Palmarès
- 1997
  - Championnat d'Île-de-France de poursuite
- 2000
  - Paris-Ézy
  - 3e étape des Paths of King Nikola
  - Boucles de l'Essonne
  - 3e des Paths of King Nikola
- 2001
  - Prix de la ville de Soissons
- 2003
  - Championnat de Champagne-Ardenne sur route
  - Classement général du Tour de la Manche
  - 2e étape du Tour du Pays Roannais (contre-la-montre)
  - 2e du Circuit des Monts du Livradois
  - 2e du Duo normand (avec Noan Lelarge)
  - 3e du Grand Prix des Flandres françaises
  - 3e du Prix de La Charité-sur-Loire
- 2004
  - 2e du Duo normand (avec Noan Lelarge)